# Lil' Keke
Lil' Keke, de son vrai nom Marcus Lakee Edwards, né le 29 mars 1976 à Houston au Texas, est un rappeur américain. Il est membre du collectif Screwed Up Click. Il publie son premier album Don't Mess Wit Texas en 1997, et connaît le succès notamment grâce au titre South Side. Lil Keke est le rappeur le plus important de la scène rap de Houston.

## Biographie
Marcus Lakee Edwards est né le 29 mars 1976 à Houston au Texas. Originaire du quartier de Hershelwoods, South Park à Houston, Lil' KeKe se fait connaitre en traînant avec DJ Screw. Il devient alors un membre fondateur du Screwed Up Click. Il apparaît fréquemment sur des mixtapes chopped and screwed qui lui permettent d'accroître sa popularité, car ce genre de mixtapes est très prisé à Houston. 
Au milieu des années 1990, Keke et Fat Pat enregistrent de nombreux freestyles pour DJ Screw, qui sont joués dans tout le sud de Houston. À la mort de Fat Pat, en 1997, il publie son premier album Don't Mess Wit Texas en hommage à ce dernier, le 17 juin 1997. Il connaît le succès notamment grâce au titre South Side, et se classe 20e des Billboard Heatseekers, et 43e des RnB Albums. Le 13 juin 1999, il publie son deuxième album, It Was All a Dream qui fera de Keke le MC le plus chaud de Houston à cette période. L'album se classe 17e des Billboard Heatseekers, et 51e des RnB Albums.
Le 19 décembre 2000, il publie son album Featured from Coast to Coast,. Fin 2005, il signe chez Swisha House/TF Records, dans lequel il publie Loved By Few, Hated By Many. Lors d'un entretien avec HitQuarters cette même année, le président et A&R du label T. Farris explique : « C'est une légende ici à Houston. Il joue un rôle majeur dans le rap local. »

## Discographie

### Albums studio
- 1997 : Don't Mess wit Texas
- 1998 : The Commission
- 1999 : It Was All a Dream
- 2000 : Featured from Coast to Coast
- 2001 : Peepin' In My Window
- 2002 : Platinum In Da Ghetto
- 2002 : Birds Fly South
- 2003 : Street Stories'
- 2003 : Changin' Lanes
- 2004 : Currency
- 2005 : Teflon
- 2005 : Undaground All Stars: The Texas Line Up
- 2005 : In a Hood Near You
- 2008 : Loved by Few, Hated by Many

### Albums collaboratifs
- 1998 : A Million Dollars Later (avec Herschelwood Hardheadz)
- 2003 : The Big Unit (avec Slim Thug)
- 2004 : Wreckin' 2004 (avec Big Hawk)
- 2005 : Str8 Out Da Slum (avec The Jacka)
- 2005 : Since The Grey Tapes Vol. 3 (avec Big Pokey)
- 2008 : Still Wreckin' (avec Big Hawk)

### Singles
| Année | Titre              | Billboard Hot 100 | Hot R&B/Hip-Hop Songs | Hot Rap Tracks | Album                       |
| ----- | ------------------ | ----------------- | --------------------- | -------------- | --------------------------- |
| 1998  | Southside          | -                 | 55                    | 28             | Don't Mess Wit Texas        |
| 2002  | I'm a G            | -                 | 75                    | -              | Birds Fly South             |
| 2006  | Chunk Up the Deuce | -                 | 63                    | -              | Loved by Few, Hated by Many |
| 2007  | I'm a G            | -                 | 102                   | -              | Loved by Few, Hated by Many |

### Singles en featuring
| Année | Titre | Billboard Hot 100 | Hot R&B/Hip-Hop Songs | Hot Rap Tracks | Album                       |
| ----- | --- | ----------------- | --------------------- | -------------- | --------------------------- |
| 2005  | 25 Lighters (DJ DMD featuring Lil' Keke & Fat Pat)                                                                       | -                 | -                     | -              | Twenty-Two: P.A. World Wide |
| 2005  | Draped Up (Bun B featuring Lil' Keke)                                                                                    | -                 | 79                    | -              | Trill                       |
| 2006  | Draped Up (Remix) (Bun B featuring Lil' Keke, Slim Thug, Chamillionaire, Paul Wall, Mike Jones, Aztek, Lil' Flip & Z-Ro) | -                 | 45                    | -              | Trill                       |
| 2006  | Break 'Em Off (Paul Wall featuring Lil' Keke)                                                                            | 72                | 58                    | 21             | Get Money, Stay True        |
| 2007  | Won't Let You Down (Texas Takeover Remix) (Chamillionaire feat. Slim Thug, Mike Jones, Trae, Paul Wall, UGK & Z-Ro)      | -                 | -                     | -              | Ultimate Victory            |
| 2008  | Diamonds Exposed (Paul Wall featuring Lil' Keke & Chamillionaire)                                                        | -                 | -                     | -              | The Fast Life               |